# Comuna de Międzylesie
Międzylesie (polaco: Gmina Międzylesie) é uma gminy (comuna) na Polónia, na voivodia de Baixa Silésia e no condado de Kłodzki. A sede do condado é a cidade de Międzylesie.
De acordo com os censos de 2004, a comuna tem 7643 habitantes, com uma densidade 40,4 hab/km².

## Área
Estende-se por uma área de 189,03 km², incluindo:
- área agricola: 61%
- área florestal: 32%

## Demografia
Dados de 30 de Junho 2004:
|                      | Total   | Total | Mulheres | Mulheres | Homens  | Homens |
| -------------------- | ------- | ----- | -------- | -------- | ------- | ------ |
|                      | pessoas | %     | pessoas  | %        | pessoas | %      |
| População            | 7643    | 100   | 3837     | 50,2     | 3806    | 49,8   |
| Densidade (pop./km²) | 40,4    | 100   | 20,3     | 20,3     | 20,1    | 20,1   |

De acordo com dados de 2002, o rendimento médio per capita ascendia a 1553,36 zł.

## Subdivisões
- Boboszów, Czerwony Strumień, Długopole Górne, Dolnik, Domaszków, Gajnik, Gniewoszów, Goworów, Jaworek, Jodłów, Kamieńczyk, Lesica, Michałowice, Nagodzice, Niemojów, Nowa Wieś, Pisary, Potoczek, Roztoki, Różanka, Smreczyna, Szklarnia.

## Comunas vizinhas
- Comuna de Bystrzyca Kłodzka.